# Antoni Brodowski
Antoni Stanisław Brodowski (26 de diciembre de 1784, Varsovia – 31 de marzo de 1832, Varsovia) fue un pintor polaco de estilo clásico.

## Biografía
Cumpliendo el último deseo expresado por su padre en su testamento, Antoni Brodowski comenzó estudiando matemáticas aunque también estudió arte y su primera lección fue con Marcello Bacciarelli. Entre 1805 y 1808 trabajó como tutor de los hijos de Tadeusz Mostowski, un prominente político y escritor, al tiempo que recibía clases del miniaturista Jean-Baptiste Jacques Augustin.
A su vuelta a Varsovia Antoni trabajó como administrativo en el ministerio de justicia.

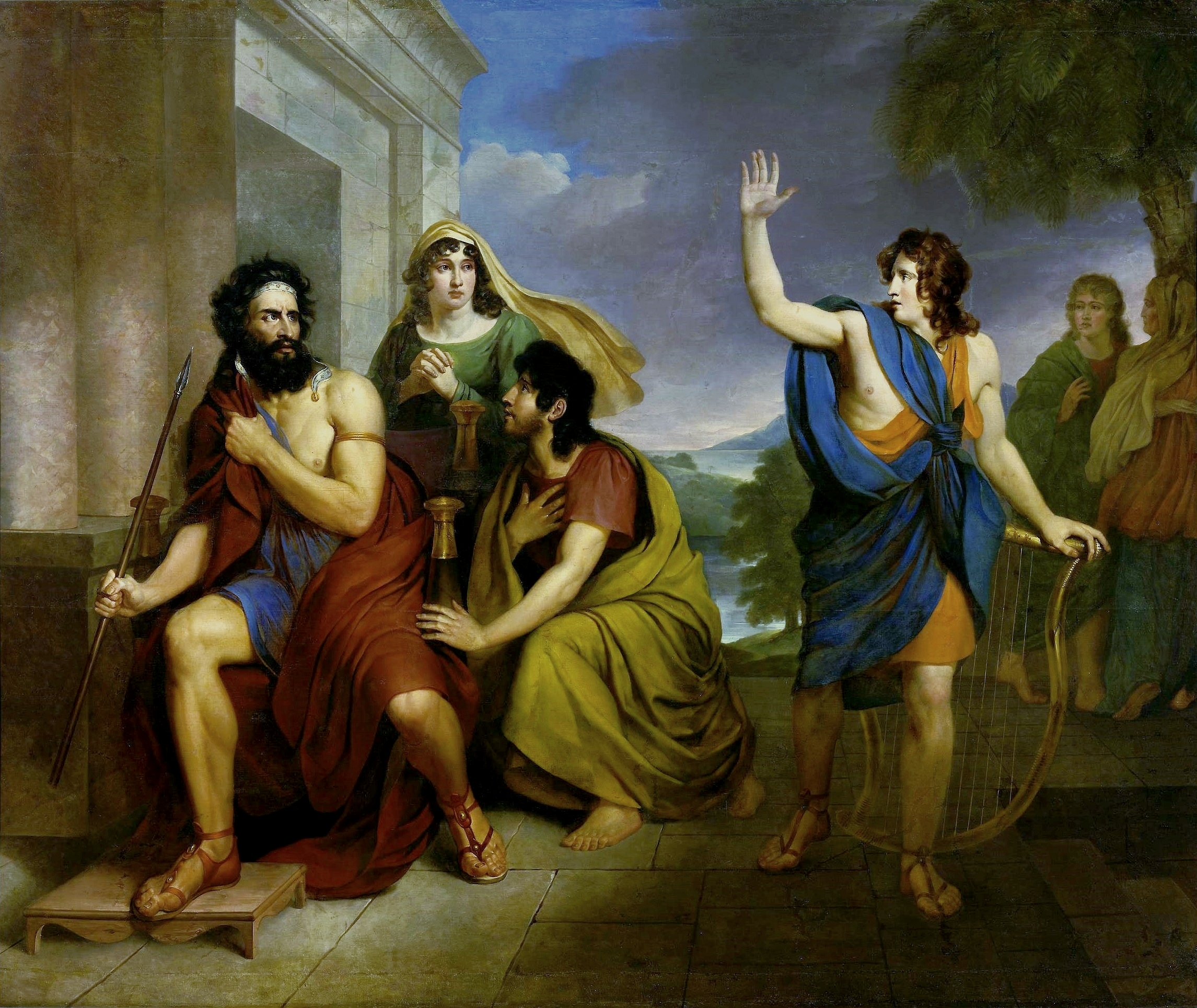
Saul enoja a David

Ayudado por un subsidio de su gobierno, en 1809 volvió a París y recibió varias clases de Jacques-Louis David. Reticente a seguir la norma que le obligaba a mandar sus obras a Polonia para aprobar los fondos que recibía, estos le fueron negados en 1812. Decidió entonces permanecer en París subsistiendo como pintor de retratos mientras seguía tomando lecciones. Fue en esta época cuando François Gérard se convirtió en su patrón.
De nuevo en Varsovia e incapaz de vivir de su arte, consiguió un empleo en el ministerio de Interior donde su antiguo jefe era ahora ministro. En 1820, después de ganar una medalla de oro por su pintura "Saul enoja a David", fue contratado como profesor interino de dibujo y pintura en la Universidad de Varsovia. En 1824 se convirtió en profesor fijo y allí se mantuvo hasta que universidad fue clausurada por las autoridades rusas en 1830.
En 1822 se había convertido en miembro de la Sociedad de amigos de la enseñanza de Varsovia y en 1825 fue investido como caballero de 3ª clase de la Orden de San Estanislao.
Conocido principalmente como retratista Antoni Brodowski retrató a insignes personajes tales como: Julian Ursyn Niemcewicz, arzobispo Szczepan Hołowczyc, Stanisław Kostka Potocki, Józef Poniatowski, Wojciech Bogusławski, al historiador Ludwik Osiński y al obispo Jan Paweł Woronicz, entre otros.
También pintó numerosos cuadros de temas bíblicos y mitológicos y escribió un libro titulado Co stanowi szkołę malarską (¿Qué es una escuela de pintura?.
Fue maestro de notables estudiantes como Rafał Hadziewicz y el escultor Jakub Tatarkiewicz. Además tuvo dos hijos que también fueron pintores, Józef y Tadeusz Brodowski.
Murió el 31 de marzo de 1832 y fue enterrado en el Cementerio de Powązki.

## Selección de obras

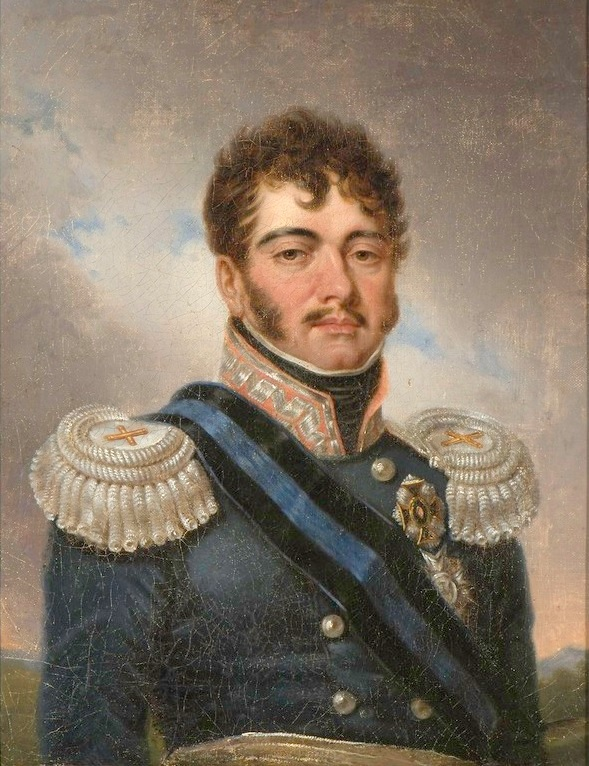
Józef Poniatowski
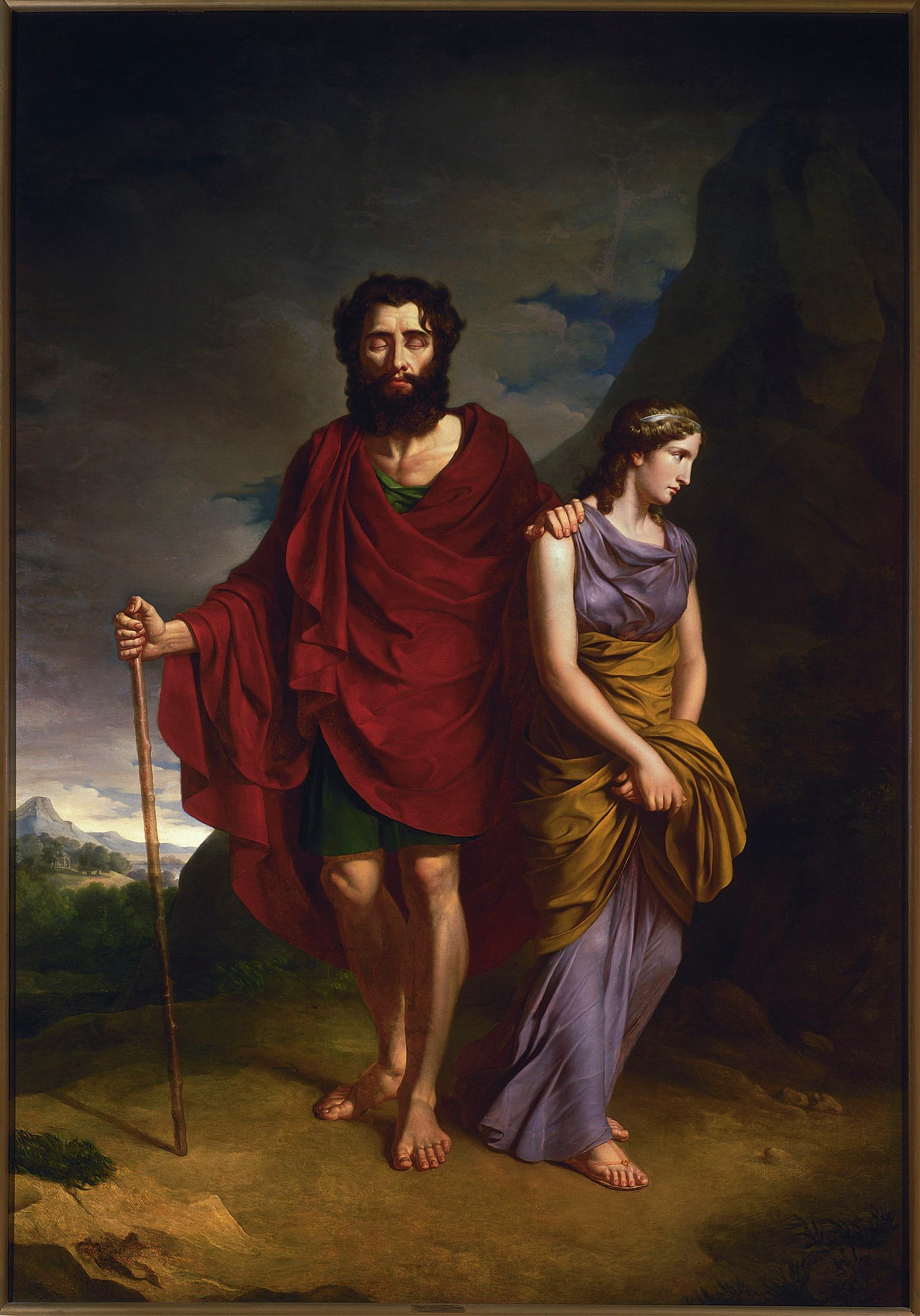
Edipo y Antígona
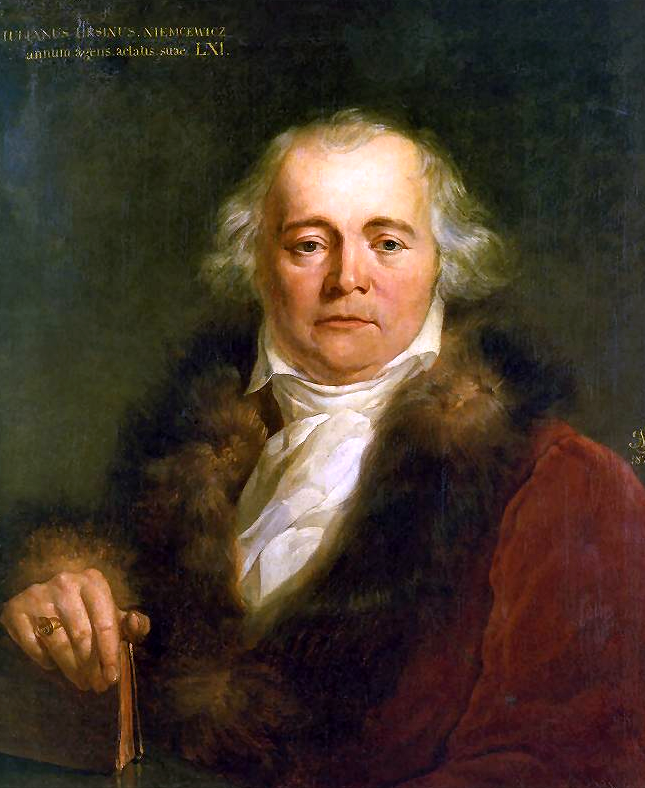
Julian Ursyn Niemcewicz
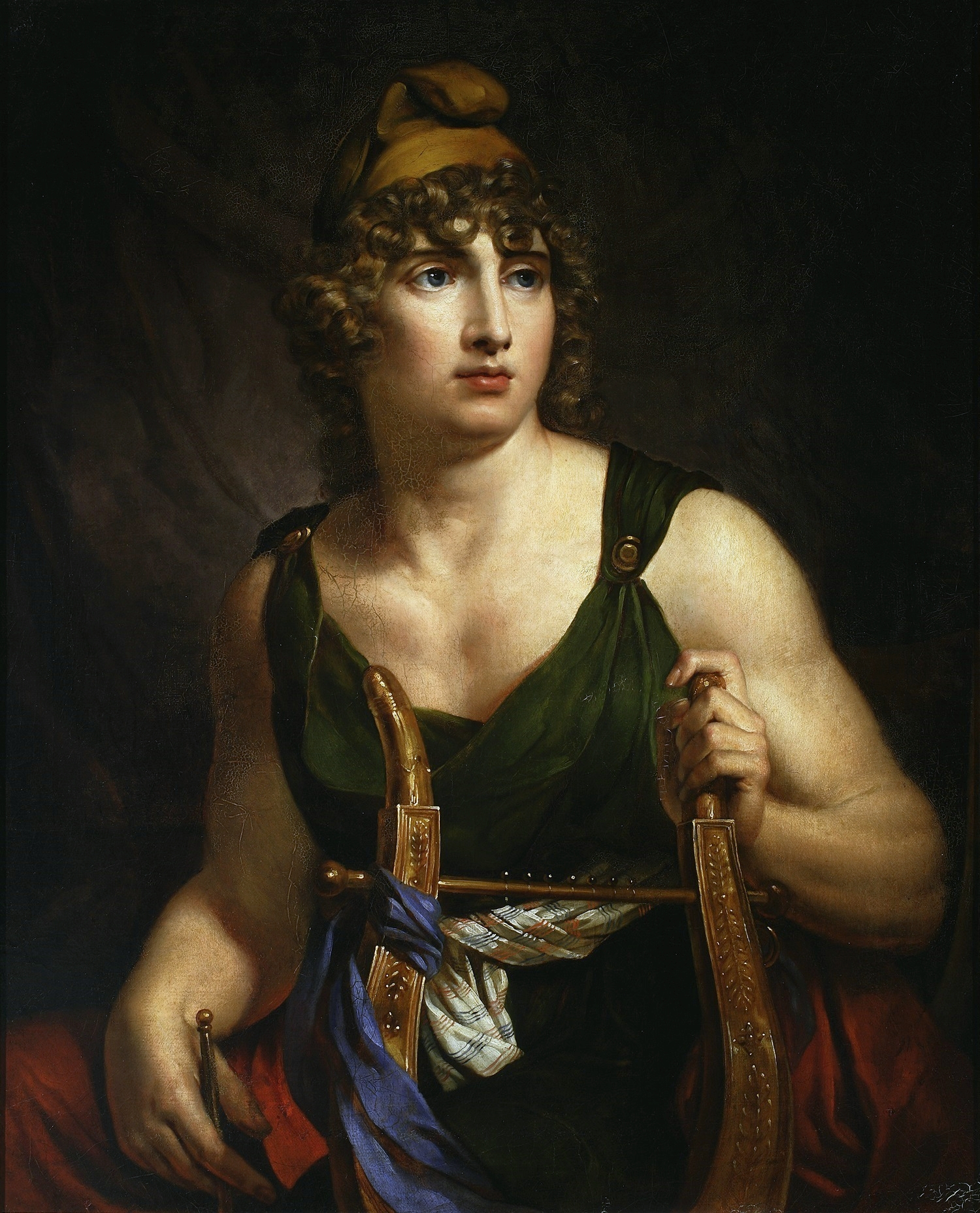
Paris con gorro frigio